# The Pretender (bài hát của Foo Fighters)
"The Pretender" là một bài hát của ban nhạc Rock của Mỹ Foo Fighters. Đó là đĩa đơn đầu tiên được phát hành từ album phòng thu năm 2007 của nhóm Echoes, Silence, Patience & Grace. Đây là bài hát thành công nhất của Foo Fighters lúc bấy giờ, khi đạt vị trí thứ 37 trên bảng xếp hạng Billboard Hot 100 (nằm trong tốp 40), chỉ có "Learn to Fly" và "Best of You" mới đánh bại được ca khúc sau này trên Billboard Hot 100. Ca khúc cũng đạt kỷ lục đứng 18 tuần trên bảng xếp hạng Alternative Songs (sau này chỉ bị đánh bại bởi "Madness" của Muse năm 2012 với 19 tuần). "The Pretender" đã nhận hai đề cử giải Grammy cho Thu âm của năm và Bài hát rock hay nhất.

## Sáng tác
Dave Grohl lần đầu giới thiệu bài hát với tên gọi "Silver Heart" trong quá trình tiền sản xuất Echoes, Silence, Patience & Grace, nhưng ca khúc không được nhìn thấy nhiều tiềm năng phát triển. Theo nhà sản xuất Gil Norton, "điệp khúc đã có, nhưng ca từ và phần giữa vẫn chưa được viết. Không đề cập đến việc bài hát còn chậm nhiều". Trong mười ngày nghỉ sau khi thu âm vào tháng 4 năm 2007, Grohl nghe lại các bản mix để kiểm tra chất lượng và nghĩ rằng bản thu âm cần một bài hát sống động khác, vì vậy anh đã dành thời gian để phát triển "Silver Heart". Ban nhạc sau đó thu âm một bản demo cho "The Pretender" và được Norton tán thành, dẫn đến việc ban nhạc có một buổi thu riêng trong ngày kế tiếp.

### Ý nghĩa
Trong buổi phỏng vấn năm 2007 với XFM, trưởng nhóm Dave Grohl đã ngừng việc giải thích ý nghĩa đằng sau "The Pretender", nhưng ám chỉ nguồn gốc của nó liên quan đến tình trạng bất ổn chính trị hiện nay. "Đó là bài hát với ca từ, nhưng bạn không bao giờ muốn nói ra chi tiết cụ thể, bởi thật tốt cho mọi người để có ý tưởng của riêng họ về việc giải thích ca khúc. Bởi bạn biết đấy, mọi người đều bị làm phiền trước và tôi nghĩ nhiều người đang cảm thấy khó chịu bây giờ và họ không nhận được những gì họ đã được hứa, và vì vậy cần phải giải quyết vấn đề đó."

## Đón nhận
Ca khúc được tạp chí Rolling Stones xếp thứ 47 trong danh sách 100 bài hát hay nhất năm 2007. Bài hát cũng nhận đề cử giải Grammy năm 2007 cho Bài hát rock hay nhất và Thu âm của năm và đoạt giải Trình diễn hard rock xuất sắc nhất. Ca khúc cũng đứng thứ 54 trong danh sách 100 hit năm 2007 của MTV Asia. "The Pretender" còn nhận một đề cử Video âm nhạc của MTV 2008 cho Video rock xuất sắc nhất, nhưng thua "Shadow of the Day" của Linkin Park.

## Thành viên thực hiện
- Dave Grohl - giọng ca chính, rhythm guitar
- Chris Shiflett - ghita chính
- Nate Mendel - bass
- Taylor Hawkins - Trống, hát đệm

## Định dạng bài hát
- 2-track CD[7]

1. "The Pretender"
2. "If Ever"

- Maxi CD[8]

1. "The Pretender" – 4:31
2. "Come Alive" (Demo) – 5:31
3. "If Ever" – 4:15
4. "Monkey Wrench" (Video trực tiếp từ Hyde Park) – 5:35

- 7"[9]

1. "The Pretender"
2. "Bangin'"

## Xếp hạng và chứng nhận

### Các bảng xếp hạng
| Xếp hạng (2007)                              | Vị trí |
| -------------------------------------------- | ------ |
| Úc (ARIA)                                    | 10     |
| Áo (Ö3 Austria Top 40)                       | 46     |
| Bỉ (Ultratop 50 Flanders)                    | 26     |
| Bỉ (Ultratip Wallonia)                       | 13     |
| Canada (Canadian Hot 100)                    | 15     |
| Canada Rock (Billboard)                      | 1      |
| Czech Republic Modern Rock (IFPI)            | 20     |
| Đan Mạch (Tracklisten)                       | 25     |
| Finland (The Official Finnish Charts)        | 20     |
| Đức (GfK)                                    | 72     |
| Ireland (IRMA)                               | 11     |
| Netherlands (Mega Top 50)                    | 13     |
| Hà Lan (Single Top 100)                      | 39     |
| New Zealand (Recorded Music NZ)              | 9      |
| Na Uy (VG-lista)                             | 3      |
| Scotland (OCC)                               | 6      |
| Thụy Điển (Sverigetopplistan)                | 11     |
| Thụy Sĩ (Schweizer Hitparade)                | 61     |
| Portugal (Associação Fonográfica Portuguesa) | 5      |
| Anh Quốc (OCC)                               | 8      |
| Hoa Kỳ Billboard Hot 100                     | 37     |
| Hoa Kỳ Mainstream Rock (Billboard)           | 1      |
| Hoa Kỳ Alternative Songs (Billboard)         | 1      |

| Quốc gia                                                                           | Chứng nhận | Số đơn vị/doanh số chứng nhận |
| ---------------------------------------------------------------------------------- | ---------- | ----------------------------- |
| Anh Quốc (BPI)                                                                     | Bạc        | 200.000^                      |
| Canada (Music Canada)                                                              | Bạch kim   | 80.000^                       |
| Hoa Kỳ (RIAA)                                                                      | Vàng       | 500.000^                      |
| New Zealand (RMNZ)                                                                 | Vàng       | 7.500*                        |
| Úc (ARIA)                                                                          | Vàng       | 35.000^                       |
| * Chứng nhận dựa theo doanh số tiêu thụ. ^ Chứng nhận dựa theo doanh số nhập hàng. |            |                               |